# Nehrim
«Нерим: На краю судьбы» (нем. Nehrim: Am Rande des Schicksals, англ. Nehrim: At Fate’s Edge) — глобальная модификация к компьютерной игре The Elder Scrolls IV: Oblivion, разработанная немецкой студией SureAI и выпущенная в 2010 году.
Модификация существенно изменила игровой процесс Oblivion: ролевая система и быстрое перемещение были полностью переработаны, а уровень противников перестал зависеть от прокачки игрока. Действие Nehrim не разворачивается во вселенной The Elder Scrolls.
Мод разрабатывался четыре года командой из 12 человек при поддержке более 50 профессиональных актёров озвучки и ряда тестеров-волонтёров. Nehrim неоднократно назывался лучшим модом 2010 года, суммарно его скачали более одного миллиона раз.

## Игровой процесс
Являясь глобальной модификацией, Nehrim полностью уходит от Oblivion в одних аспектах и сильно преображает другие. В то время как в Oblivion была включена система быстрого перемещения, а уровень врагов подстраивался под игрока, Nehrim удалил функцию быстрого перемещения, заменив её на основанную на магии систему телепортации, использующую телепортационные руны, и зафиксировал уровень врагов, чтобы дать игроку ощущение прогресса. Среди других отличий от Oblivion — традиционная ролевая система с очками опыта вместо ролевой системы Oblivion, основанной на навыках. Кроме того, действие Nehrim разворачивается в совершенно другой вселенной со своими расами, историями, лором и прочим.

## Разработка
Nehrim разрабатывался в течение четырёх лет. Разработку вела команда из 12 человек при поддержке более 50 профессиональных актёров озвучки и ряда волонтёров, помогавших в тестировании и выполнении различных задач. Модификация также использует ранее разработанные моды на Oblivion, такие как «Ren’s Beuty Pack», улучшающий внешний вид неигровых персонажей, и «Qarl’s Texture Pack», позволяющий использовать текстуры высокого разрешения. Мод был выпущен 9 июня 2010 года на немецком языке и 11 сентября 2010 года на английском. 10 июня 2020 года Nehrim был выпущен в Steam с поддержкой достижений.

## Критика
Дэниел Хайндес из PC PowerPlay оценил игру в 9 баллов из 10, заявив: «Nehrim — это не простой мод; это отметка, которую, что бы Bethesda ни запланировала для The Elder Scrolls V, ей придётся преодолеть».
В 2008 году Nehrim: At Fate’s Edge был номинирован на награду «Лучший разрабатываемый мод» на Mod DB, однако победителем стал Curse — мод на Half-Life 2: Episode Two. В 2010 году на этом же сайте он победил в номинации «Лучший однопользовательский мод». Журнал PC Gamer US назвал Nehrim «модификацией года» в 2010 году, а GameFront включил его в статью «Лучшие моды года» в 2010 году, наряду с семью другими модами.
На момент выпуска Enderal: The Shards of Order в 2016 году, у Nehrim набралось более одного миллиона скачиваний.